# Scopula catenaria
Scopula catenaria là một loài bướm đêm trong họ Geometridae.